# Небеса могут подождать (фильм, 1943)
«Небеса могут подождать» (англ. Heaven Can Wait) — лирическая комедия режиссёра Эрнста Любича, снятая в 1943 году по сценарию Самсона Рафаэлсона, основанному на пьесе венгерского драматурга Ласло Бус-Фекете «Дни рождения». В 1944 году фильм был выдвинут на премию «Оскар» в трёх номинациях.

## Сюжет
Недавно скончавшийся Генри ван Клиф, в личной беседе с хозяином ада, рассказывает некоторые факты своей биографии. Несмотря на приобретённую с юных лет славу героя-любовника, Генри всю жизнь любил только одну женщину — свою жену Марту, расторгнувшую ради него помолвку с Альбертом, кузеном Генри — подающим надежды молодым юристом, прагматиком и убеждённым реалистом.
Фильм построен в виде чередующих друг друга юбилейных днях рождения главного героя, иллюстрирующих его рассказ. С самого раннего детства он рос завзятым озорником и проказником, но никогда не оставлял искреннего и тёплого чувства к родителям, дедушке и родившемуся сыну.
Выслушавший с благосклонностью рассказ своего собеседника, Его превосходительство, дьявол-распорядитель, посоветовал Генри не торопиться с пропуском в преисподнюю, а обратиться за вакансией в рай, уверенный, что тот легко получит необходимые рекомендации.

## В ролях
- Дон Амичи — Генри
- Джин Тирни — Марта
- Чарльз Кобёрн — Хьюго
- Марджори Мэйн — миссис Стрейбл
- Лэйрд Крегар — Его превосходительство
- Спринг Байинтон — Берта
- Эллин Джослин — Альберт
- Юджин Паллетт — мистер Стрейбл
- Сигне Хассо — мадмуазель
- Луи Калхерн — Рэндольф ван Клив
- Хелен Рейнолдс — Пэгги
- Труди Маршалл — Джейн
- Клара Бландик — бабушка Ван Клев
- Флоренс Бейтс — миссис Эдна Крейг (в титрах не указана)
- Дорис Меррик — Нелли Браун, ночная медсестра (в титрах не указана)

## Награды и номинации
- 1944 — три номинации на премию «Оскар»: лучший фильм, лучший режиссёр (Эрнст Любич), лучшая операторская работа (Эдвард Кронджагер).
- 1944 — премия «Хьюго» за лучшее драматическое представление — длинная форма.